# الوطاة (النادرة)

تعديل مصدري - تعديل

الوطاة محلة تابعة لقرية حبان، التابعة لعزلة مالك بمديرية النادرة إحدى مديريات محافظة إب في الجمهورية اليمنية، بلغ تعداد سكانها 56 حسب تعداد اليمن لعام 2004.